# ۱۱۶۳ (خورشیدی)
۱۱۶۳ هزار و صد و شصت و سومین سال هجری خورشیدی است.